# Maarten van Dulm
Maarten Hendrik van Dulm (* 4. August 1879 in Arnhem; † 25. April 1949 in Wassenaar) war ein niederländischer Fechter und Vizeadmiral.

## Leben
Maarten van Dulm nahm an zwei Olympischen Spielen teil. Bei den Olympischen Spielen 1924 in Paris kam er im Einzel nicht über die Vorrunde hinaus, während er mit der Mannschaft die Finalrunde erreichte, in der er hinter Italien und Ungarn den dritten Rang belegte. Gemeinsam mit Jetze Doorman, Jan van der Wiel, Arie de Jong, Hendrik Scherpenhuijzen und Henri Wijnoldy-Daniëls erhielt er so die Bronzemedaille. 1928 wurde er in Amsterdam mit der Mannschaft Fünfter.
Van Dulm stieg in der Koninklijke Marine bis zum Vizeadmiral auf. Von 1934 bis 1936 war er Kommandant der niederländischen Marine in Niederländisch-Indien. Seine Auszeichnungen umfassen unter anderem das Komturkreuz des Ordens von Oranien-Nassau und das Ritterkreuz des Ordens vom Niederländischen Löwen.